# 维特维斯特·海伦亚沃恩酷
维特维斯特·海伦亚沃恩酷（维威实•希伦亚汪坤）（1989年7月20日—），出生於泰國清邁府，是一个泰国演员和歌手。

## 背景

### 生活
1989年7月20日出生，2011年8月于泰国法政大学毕业。
Pchy是一个既能唱歌又会弹钢琴的歌手和作曲人，高中时就是学校乐队的主唱，後來成為August乐队的主唱和灵魂人物, 出演过的电影包括愛在暹邏、《Fann Wann Aii Jub》(美夢 甜蜜 害羞 親吻)、《Old Pals》(朋友不老)和《Home 拥抱幸福，拥抱爱》。喜欢嘻哈音乐、R&B和灵魂乐等音乐类型。除了音乐，Pchy也很喜欢漫画，比如系列剧《交響情人夢》，另外Pchy也喜欢用lomo拍照。事实上，在拍《愛在暹邏》时，Pchy就把他的相机带到了片场，引用Pchy最喜欢的一句话就是 "No one is perfect."（没有人是完美的）。Pchy学过华语和日语。

### 学生时代
Pchy中学就读于蒙特福特学院（Montfort college）。在17岁时进入了泰国的一家娱乐公司，他是在他的家乡被《愛在暹邏》的编剧兼导演楚克薩克瑞科（Chukiat Sakweerakul）挖掘的。而楚克薩克瑞科亦是蒙特福特学院的校友。
Pchy就读于泰国法政大学新闻与传播学院, 已于2011年8月毕业.

## 演艺事业

### 愛在暹邏
导演Chukiat Sakweerakul让Pchy饰演“Mew”（《愛在暹邏》的主角之一），因为这个角色要求演员要会唱歌会弹琴。Chukiat也发现Pchy的表演非常自然，同时他俊朗的外型也同样为人物的塑造加了不少分。
在电影刚刚发行的时候，相对于其他演员Pchy并不被人们所熟知。
《愛在暹邏》拍摄于2006年12月到2007年初。为了拍摄Pchy不得不频繁地往返于清迈和曼谷之间。在这部电影拍摄结束到发行的期间，Pchy从高中毕业，进入泰国法政大学的学习。2007年11月末，《愛在暹邏》开始在泰国放映。Pchy凭借在影片中的表现一举成名，成为很多泰国年輕人的新偶像, 同时, Pchy也在海外如台湾、中国大陆、越南、马来西亚、菲律宾等国有了一批批粉丝。

## 音乐生涯
Pchy在很小的时候已经开始接触音乐。他的第一份公开作品就是电影《Khao Niew Moo Ping》(再見流浪狗)的宣傳主題曲《Mai Ben Rai》（沒關係）。在《愛在暹邏》的電影原聲帶中，Pchy演唱了多首歌曲。他更是自己作词作曲創作了《Ru Suek Bang Mai》（你能感受到嗎）。
电影中的August乐队在現實中已經是由Pchy为主唱的乐队。Pchy和乐队成员为了《愛在暹邏》的宣传活动到处表演。很快地，乐队就开始在各大节日或其他活动上表演。13个乐队成员（包括Pchy）在2008年2月发行了他们的首张专辑《August*Thanx》並於2008年10月發行單曲《Sunshine》,《Sunshine》曾榮獲pop音樂排行榜周冠軍。2008年Pchy與泰國流行女歌手Ploy為電影《Fann Wann Aii Jub》（美夢 甜蜜 害羞 親吻）合作的同名主題曲《美夢 甜蜜 害羞 親吻》一發行即榮登排行榜冠軍。同年11月發行第二張專輯《Radiodrome*》也因為獲得歌迷支持而熱賣。2009年8月22日August樂團更一舉勇奪Channel[V]年度最受歡迎新人。
2011年1月10日, Pchy在泰录制中国电影《爱在那一天》（朱少宇执导, 泰星Mario Maurer担当男主角）的插曲《错过》(Miss)。
2012年，Pchy又成为了全新乐团8 of Wands的主唱。

## 获奖和提名
2008年，Pchy被提名为泰国国家电影协会奖最佳男主角。他是这一奖项上历史上最年轻的被提名人。但最后输给了Akara Amarttayakul。

## 唱片
- 2006年
  - 《Bite of Love》OST
- 2007年
  - 《Rak Haeng Siam》(愛在暹邏) OST
  - 《August*Thanx》
- 2008年
  - 《Chao Wan Mai (Better Morning)》Dove Campaign
  - 《Radiodrome*》
  - 《Fann Wann Aii Jub》(美夢 甜蜜 害羞 親吻)OST
- 2011年
  - 《Light in the Dark vol.1》
- 2012年
  - 《Without Me》
- 2013年
  - 《還好遇見你》
- 2014年
  - 《Quarter》

## 电影
- 2007年
  - 《愛在暹邏》）
- 2008年
  - 《Dopamine》（电影短片）
  - 《Fann Wann Aii Jub》(美夢 甜蜜 害羞 親吻)
- 2011年
  - 《朋友不老》
- 2012年
  - 《Home 擁抱幸福，擁抱愛》）

## 廣告和代言
- 2008年
  - Mama commercial with August Band

## 電視劇
- 2009年
  - Detective Delivery
- 2014年
  - Grean House The Series (客串)
- 2015年
  - Club Friday The Series 5 - ตอน ความลับของหัวใจที่ไม่มีจริง (中譯：沒有真相的內心秘密)
- 2016年
  - ตอน ความลับของหัวใจที่ไม่มีจริง Series 2 (中譯：沒有真相的內心秘密2)
- 2019年
  - 我们的生活充满阳光 飾 Pchy

## 節目出演與主持(部份)
- - 參加中国湖南衛視天天向上錄影（2009/06/02），播出時間：2009/06/05，与August乐队其他成員一同。
  - 主持9@siam旅遊節目
  - 参加2011年中國湖南衛視跨年演唱会, 时间: 2010/12/31
  - 参加中國湖南衛視快乐大本营錄影（2012/03/26），播出時間：2012/03/31，与Mario Maurer、KenP、Marco Maurer等一同。
  - 参加中國湖南衛視天声一队，播出时间2012/05/11
  - 参加中國中央电视台福州月·中华情-2012中秋晚会，播出时间2012/09/30，与Mario Maurer合唱《明月千里寄相思》（分唱部分，Mario负责中文，Pchy负责泰文及中文）
  - 2012年10月25日：中國湖南卫视 《百变大咖秀》第二季 第3期
  - 参加中國湖南衛視快乐大本营，播出時間：2013/07/20，与Suppanad Jittaleela等一同。

## 演唱會
- 2009年
  - “Let's swing AHA! AHA!”，August乐队首次大型演唱会（2009/03/07）
  - 在Siam paragon舉辦小型演唱會，与August乐队一起（2009/04/08）
  - 在旁氏舉辦小型演唱會，与August乐队一起（2009/05/30）
  - “August Oh!Gust!”，第一次海外售票演唱會在台灣，与August乐队一起（2009/08/15）
  - “August  Say high!”，中国杭州演唱会，第一次来中国大陆开演唱会，与August乐队一起（2009/11/07）
- 2010年
  - August上海演唱会，中国上海演唱会，第二次来中国大陆开演唱会，与August乐队一起（2010/08/21）
- 2011年
  - “Closer to you”，中国北京演唱会，第三次来中国大陆开演唱会，与August乐队一起（2011/01/01）
  - “LOVE ALL GUEST!”，台湾演唱会，与August乐队一起（2011/03/26）
  - “August Wonder4”，中国广州演唱会，第四次来中国大陆开演唱会，与August乐队一起（2011/07/16）
  - “Give Me 5”中国上海演唱会，第五次来中国大陆开演唱会，与August乐队一起（2011/12/24）
- 2012年
  - 《愛在暹邏》4周年演唱会暨August Band告别乐坛演唱会（2012/02/29）